# Szredno Egri
Szredno Egri (macedónul: Средно Егри) település Észak-Macedóniában, a Pelagonijai körzet Bitolai járásában.

## Népesség
| Lakosok száma | 357  | 429  | 545  | 527  | 637  | 623  | 348  | 299  | 219  |
|               | 1948 | 1953 | 1961 | 1971 | 1981 | 1991 | 1994 | 2002 | 2021 |

2002-ben 299 lakosa volt, akik mindannyian macedónok.